# Joko Díaz
Joko Díaz (n. 1968) es un actor de cine filipino, que ha trabajado en varias películas de acción desde 1980. Aunque en las películas que trabajó, en la mayor parte de ellas interpretó tanto a personajes antagónicos como protagonistas. Su padre es el actor Paquito Díaz. Díaz está casado con su esposa llamada Abigail, que no pertenece al mundo del espectáculo, con quien tiene dos hijos: Ashley y Pacquie. Tiene otra hija llamada, Nicole de León, de una relación anterior con la actriz Angelu de León.

## Filmografía

### Películas
| Año  | Titulo de la película                     | Personaje           |
| 1984 | Sigaw ng Katarungan                       | Bong                |
| 1984 | Basag Ang Pula                            | Young Fernando      |
| 1984 | Idol                                      | Child               |
| 1985 | Public Enemy No. 2: Maraming Number Two   | Joko                |
| 1988 | Kumander Bawang                           | Kiko                |
| 1988 | Boy Negro                                 | Young Boy Negro     |
| 1988 | Lorenzo Ruiz... The Saint... A Filipino!  | Carlos Ruiz         |
| 1989 | Bondying: The Little Big Boy              | Ronnie              |
| 1989 | Estudyante Blues                          | Bart                |
| 1989 | Dear Diary: Dear Killer                   | Bogs Quiroy         |
| 1990 | Teacher's Enemy No. 1                     | Goliath             |
| 1991 | Onyong Majikero                           | Kiko                |
| 1991 | Angelito San Miguel: Ang Batang City Jail | Erik                |
| 1992 | Jesus Dela Cruz at Ang Mga Batang Riles   | Chito               |
| 1992 | Dillinger                                 | Berting             |
| 1993 | Pita, Terror ng Kalookan                  | Yoyong              |
| 1994 | Mistah                                    | New Recruit         |
| 1995 | Urban Rangers                             | Ding                |
| 1995 | Grepor "Butch Belgica" Story              | Butch Belgica       |
| 1996 | Mahal kita, Alam mo ba?                   | Mario               |
| 1996 | Masamang Damo                             | Angel Sto. Domingo  |
| 1997 | Boy Chico: Hulihin si Ben Tumbling        | Boy Chico           |
| 1998 | Ben Delubyo                               | Salem               |
| 2000 | Pag Oras Mo, Oras Mo Na                   | Ferrer              |
| 2000 | Sagot kita, Mula ulo hanggang Paa         | Butch               |
| 2011 | Manila Kingpin: The Asiong Salonga Story  | Pepeng Hapon        |
| 2012 | El Presidente                             | Procorpio Bonifacio |
| 2014 | Sa Ngalan ng Ama, Ina, at mga Anak        | PNP Leader          |
| 2017 | Ang Panday                                | Cameo role          |
| 2018 | Jack Em Popoy: The Puliscredibles         | Mr. Binuya          |

### Televisión
| Año          | Titulo                                                             | Personaje                        | Tipo de personaje                                | Canal       |
| 2019         | Maynila: Life Begins at 40                                         |                                  | Supporting role / Protagonist                    | GMA Network |
| 2018-present | Kadenang Ginto                                                     | Hector Mangubat                  | Supporting role / Antagonist                     | ABS-CBN     |
| 2017         | Ang Probinsyano                                                    | Senador Mateo F. De Silva        | Main Cast / Antagonist                           | ABS-CBN     |
| 2017         | Mulawin vs. Ravena                                                 | Antonio                          | Supporting role / Antagonist                     | GMA Network |
| 2017         | Magpakailanman: Ang Rampa ng Buhay Ko: The Sinon Loresca Jr. Story | Sinon "Tatay Sinon" Loresca, Sr. | Episode guest / Antagonist-V                     | GMA Network |
| 2016–2017    | Alyas Robin Hood                                                   | Mayor Ramon Arguelles            | Extended role / Antagonist                       | GMA Network |
| 2016         | Once Again                                                         | Lukas Carbonnel                  | Main Antagonist                                  | GMA Network |
| 2016         | Magpakailanman: Anak sa mundo ng droga                             | Bong                             | Episode guest                                    | GMA Network |
| 2015–2016    | Destiny Rose                                                       | Joselito "Lito" Vergara, Sr.     | Supporting role / Antagonist-Protagonist-Villain | GMA Network |
| 2015         | Let The Love Begin                                                 | Enrico Potenciano                | Recurring role / Antagonist                      | GMA Network |
| 2014–2015    | Ang Lihim ni Annasandra                                            | Emong                            | Recurring role                                   | GMA Network |
| 2013         | Indio                                                              | Governador-General               | Guest appearance                                 | GMA Network |
| 2013         | Mga Basang Sisiw                                                   | Syndicate Leader                 | Guest appearance                                 | GMA Network |
| 2013         | Little Champ                                                       |                                  | Guest appearance                                 | ABS-CBN     |
| 2012–2013    | Kahit Puso'y Masugatan                                             | Eric                             | Guest appearance                                 | ABS-CBN     |
| 2011–2012    | Glamorosa                                                          | Hernandez                        | Supporting role                                  | TV5         |
| 2011–2012    | Ikaw Lang Ang Mamahalin                                            | Berto                            | Supporting role / Antagonist-Villain             | GMA Network |
| 2011         | Captain Barbell                                                    | Bong                             | Extended role                                    | GMA Network |
| 2010–2011    | My Driver Sweet Lover                                              | Agent Castro                     | Extended role                                    | TV5         |
| 2010–2011    | Bantatay                                                           | Kanor                            | Guest appearance / Antagonist                    | GMA Network |
| 2008         | Obra: Rehas                                                        |                                  | Episode guest                                    | GMA Network |
| 1998         | Ganyan Kita Kamahal                                                |                                  | Extended role                                    | GMA Network |
| 1986–1996    | That's Entertainment                                               | Himself                          | Guest appearance                                 | GMA Network |